# 阿兰·罗伊
阿兰·罗伊（英語：Allain Roy，1970年2月6日—），加拿大男子冰球运动员，场上位置是守门员。他曾入选1994年冬季奥林匹克运动会加拿大男子冰球队名单，但并未上场参赛。